# یواس‌اس سیبانی (سی‌وی‌یی-۱۱۲)
یواس‌اس سیبانی (سی‌وی‌یی-۱۱۲) (به انگلیسی: USS Siboney (CVE-112)) یک کشتی بود. این کشتی در سال ۱۹۴۴ ساخته شد.